# 抹茶
抹茶（まっちゃ、英: Matcha）は、中国の末茶（モチャ）を前身に日本で生まれた、粉末状に加工された緑茶の一種である。室町時代の日本において始められた日陰でのチャノキ栽培（覆下栽培）と、収穫された茶葉を揉まない製法を特徴とする。日陰で栽培することで、抹茶の特徴である鮮やかな緑色が生まれ、うま味（旨味）のもとであるテアニンなどのアミノ酸が増えて風味を増す。茶筅という専用の道具で抹茶と湯を撹拌したものを飲むのが典型的な飲み方で、特に茶道（茶の湯）でも飲まれる。
ただし実際には上記の特徴を満たさないものも「抹茶」として売られており、安価であるため飲料や加工食品、料理などで用いられている。

## 概要

### 定義
今日の抹茶は
1. 中国種の茶を
2. 日陰で栽培し、
3. 蒸した後揉まずに乾燥させ、
4. 微粉末にしたもの

として定義づけられる。以上をより詳細化した形で公益社団法人日本茶業中央会やISO 20715:2023が正確な定義を与えている。詳細は後述。
上記の3までを行ったものを碾茶（てんちゃ）という。

### 特徴
- 味：高価なものほど「旨味（甘み）が濃厚」[4]で、「苦渋みが少なく」[4]、「まろやか」[4]で「後味が良」[4]い
- 色：「鮮やかなみどり色」[4]
- 匂い：「覆い香」という、青ノリのような独特の香り[5]

味に関しては、日光を遮る製法により、乾燥茶葉中のアミノ酸量が煎茶の2倍程度になり、うま味の強い味がする。また「旨味を生む十分な肥料や、香りや少ない苦渋みを実現する覆い（遮光）の設備や手間・技術など、多くのコストがかかることに由来」する。

### 飲み方
- 抹茶茶碗に抹茶を入れる
- 湯を注ぐ
- 茶筅で抹茶と湯を混ぜる

用いる水の量により薄茶（うすちゃ）と濃茶（こいちゃ）に分かれる。薄茶を作ることを「薄茶を点てる（たてる）」、濃茶を作ることを「濃茶を練る（ねる）」という。
後者の方が抹茶の味が濃くなるため、渋みが少なくうま味が多い高価な抹茶を用いる。また薄茶では渋みを抑えるため泡を立てるが、濃茶は泡を立てない。

### 定義を満たさない「抹茶」
実際には前述の定義を満たさないものも「抹茶」として売られている。これらは正しくは抹茶ではなく粉末茶の一種である（詳細後述）。こうした「抹茶」は安価であるので菓子、料理、飲料などの素材として広く用いられる。
「碾茶」と「抹茶」の流通量を比較すると、世間で流通している抹茶の7割弱は本来の意味の抹茶ではないと見られている。
なお「粉末状の緑茶」には「（本来の意味での）抹茶」「粉末茶」の他に「粉茶」と「インスタントティー」がある。これらの違いについては後述する。

### 歴史
12世紀に日本に伝来し、14世紀に明の朱元璋が末茶の元となる団茶の製造を禁止すると中国では廃れ、以後日本で発展した。
中国から伝わった当初は黒褐色の団茶を粉末にしたものだったと考えられているが、室町時代以降、栽培方法や製法の改良により、現在見るような緑色の茶（碾茶）を粉末にしたものとなった。

## 定義

### 日本茶業中央会による定義
日本茶業中央会によれば、抹茶とは、碾茶（てんちゃ）を茶臼などで微粉末状に加工したものと定義されている。
碾茶とは、摘採前の2 - 3週間程度、棚などの施設を用いて茶園をよしず、コモ、寒冷紗などの資材で覆った「覆下茶園」で栽培された茶葉を、蒸気で加熱（蒸熱）したのち、揉まずに乾燥室（碾茶炉という）などで乾燥させることにより製造したものとされている。

### ISOによる定義
茶類を分類したISO 20715:2023「Tea — Classification of tea types」によれば、抹茶（matcha tea）とは、Camellia sinensis（チャノキ）の中国種（var. sinensis）に属する品種で、飲料用として適したもののうち、日陰下で栽培された若い葉・芽・苗条を用い、酵素を蒸気処理によって不活性化した後、乾燥させ、揉捻を行わず、葉を細かく粉砕して茶粉末としたものを、唯一かつ排他的に得た茶を指すと定義されている。

## 本来の意味での抹茶

### 特徴
抹茶は「覆い香」という青ノリのような独特の香りがし、高価なものほど味は「旨味（甘み）が濃厚」で、「苦渋みが少なく」、「まろやか」で「後味が良」いものなり、色も「鮮やかなみどり色」になる。これは「旨味を生む十分な肥料や、香りや少ない苦渋みを実現する覆い（遮光）の設備や手間・技術など、多くのコストがかかることに由来」する。
化学的には、抹茶の製法である茶葉の被覆によりうま味・甘みを呈するテアニンなどのアミノ酸が葉部に蓄積され、「渋み・苦みを有するカテキン類の生産は抑制される」。高価格な抹茶ほどテアニン含有量が高い傾向がある。覆い香はジメチルスルフィドによる。色に関しては茶葉の被覆により多くの光を集めるべく葉緑体量が増える事により濃緑色になる。

### 飲み方
抹茶を湯と混ぜたものを飲用する。用いる水の量により薄茶（うすちゃ）と濃茶（こいちゃ）に分かれる。薄茶を作ることを「薄茶を点てる（たてる）」、濃茶を作ることを「濃茶を練る（ねる）」という。
後者の方が抹茶の味が濃くなるため、渋みが少なくうま味が多い高価な抹茶を用いる。また薄茶では渋みを抑えるため泡を立てるが、濃茶は泡を立てない。
千利休の時代には「お茶といえば濃茶を指し、薄茶の時のみ、特に薄茶または後の薄茶と記述されて」おり、現在の茶道でも、濃茶を「主」、薄茶を「副（そえ）」「略式」と捉えている。
なお茶菓子を食べながら飲む紅茶とは異なり、茶道では主役たる抹茶の味を味わうため、菓子を食べ終わった後に抹茶を飲む。「回し飲み」をするのは濃茶のみである。

茶道・茶の湯は混ぜる際に専用の道具（茶道具）を使い、「棗」（薄茶の場合）や「茶入」（濃茶の場合）などに保管された抹茶を「茶杓」で「茶碗」に入れ、湯を注ぎ、「茶筅」で混ぜる。古くは抹茶は碾茶の状態で茶壺に保管され、それを自ら茶臼で碾（ひ）いて抹茶を作った。現在でも「口切の茶事」の際にはこれを行う。

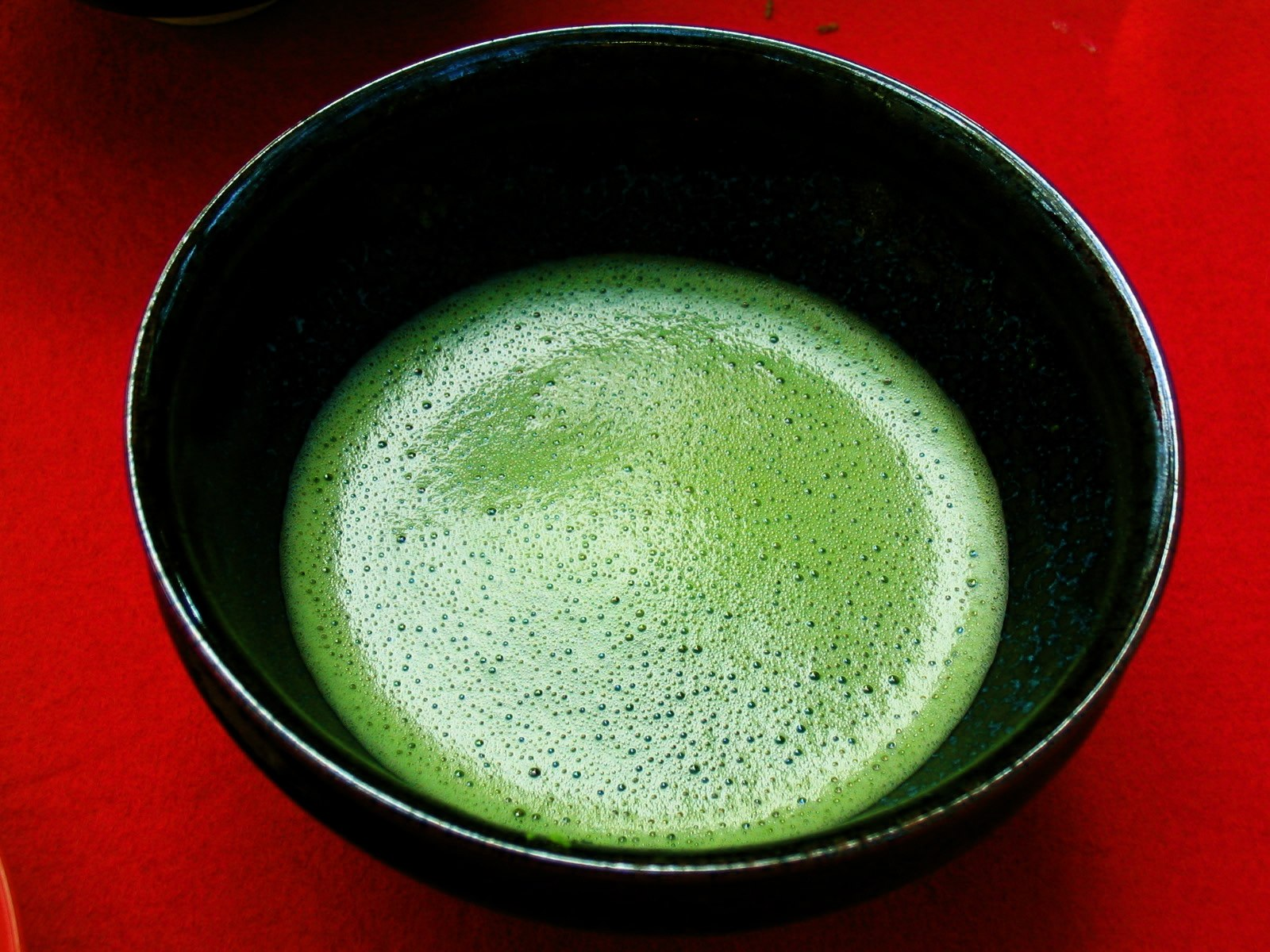
薄茶
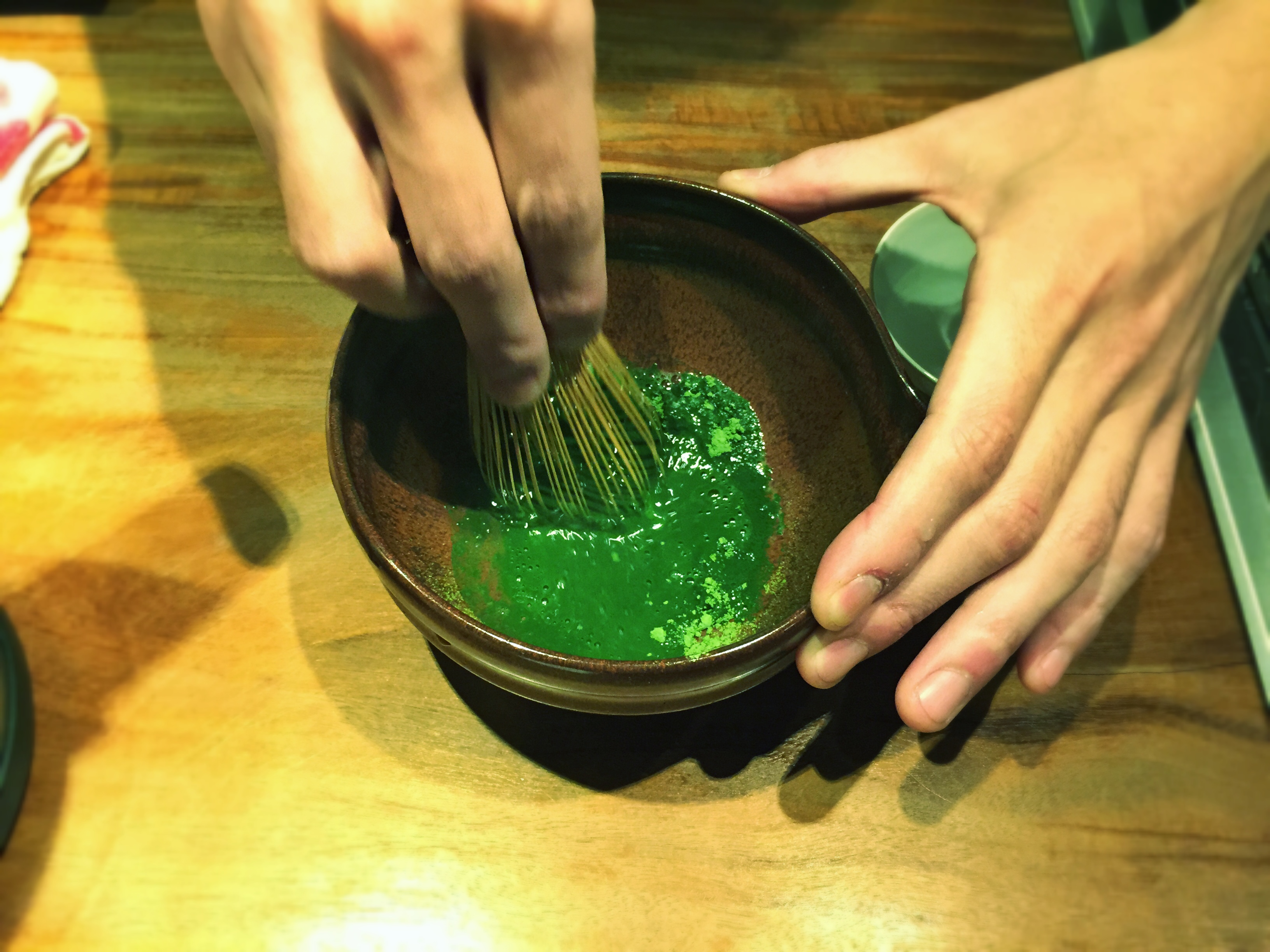
濃茶
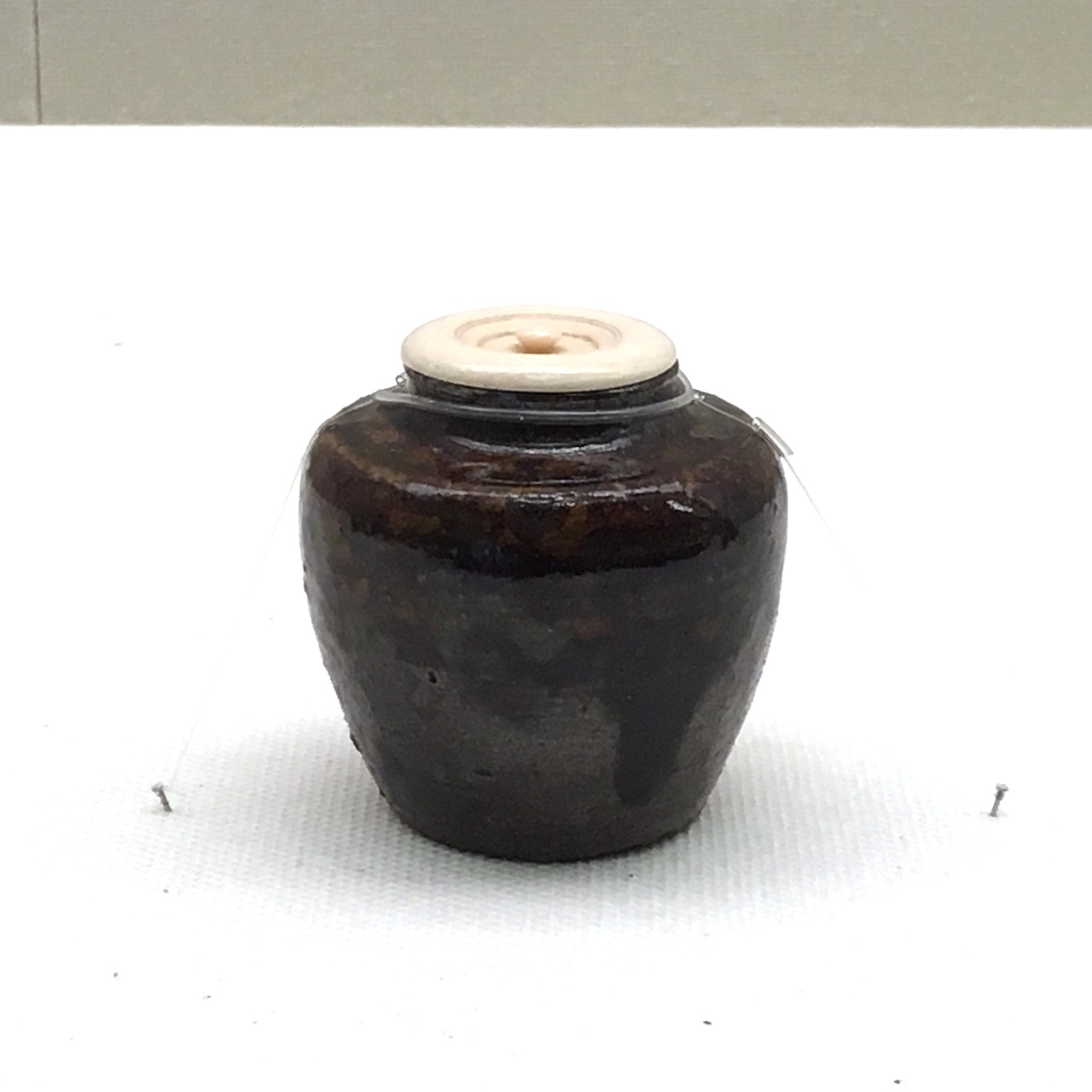
茶入
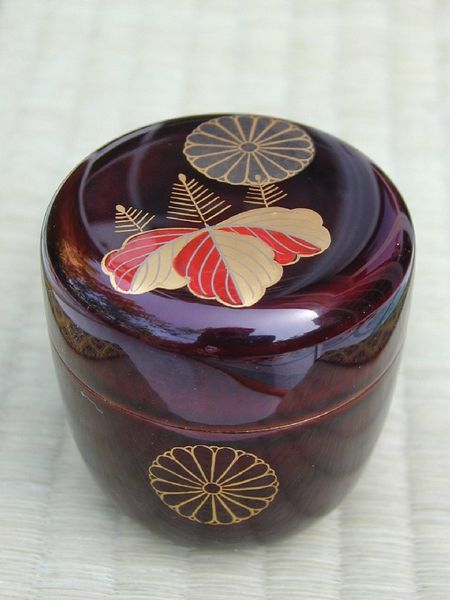
棗
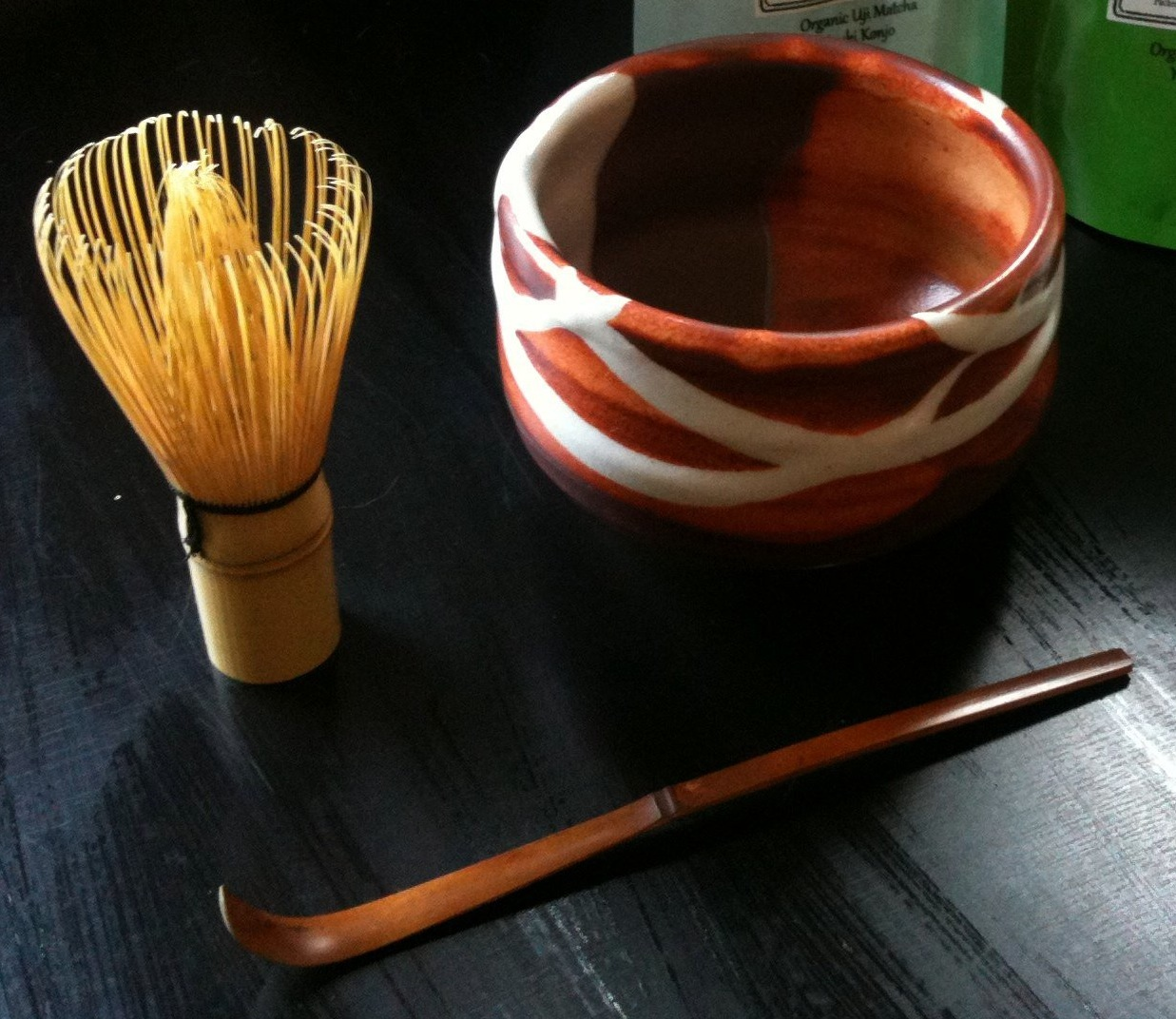
茶筅（左上）、茶碗（右上）、茶杓（右下）

薄茶・濃茶それぞれの特徴は以下の通りである（値段、茶の量、湯音、湯量等はあくまで目安）：
| 呼称 | 呼称   | 呼称         | 特徴             | 特徴     | 特徴                         | 作り方                     | 作り方 | 作り方 | 作り方     | 茶道具 | 茶道具                     | 茶道具    | 茶事/茶会 | 茶事/茶会 | 茶事/茶会 |
| 名称 | 別名   | 作る事の名称 | 味               | 値段     | 商品名                       | 茶の量                     | 湯温   | 湯量   | 泡         | 保管   | 茶碗                       | 茶筅      | 位置づけ  | 回し飲み  | 菓子      |
| ---- | ------ | ------------ | ---------------- | -------- | ---------------------------- | -------------------------- | ------ | ------ | ---------- | ------ | -------------------------- | --------- | --------- | --------- | --------- |
| 薄茶 | おうす | 点てる       | より渋みが強い   | より安価 | 「◯◯の白」といった名称が多い | 2g（茶杓1杯半・小さじ1杯） | 90℃    | 60ml   | 泡立てる   | 棗     | 任意の格、小さめ、薄手     | 100本立て | 副        | しない    | 干菓子    |
| 濃茶 | おこい | 練る         | よりうま味が強い | より高価 | 「◯◯の昔」といった名称が多い | 4g（茶杓3杯・小さじ2杯）   | 80℃    | 30ml   | 泡立てない | 茶入   | 格の高いもの、大きめ、厚手 | 80本立て  | 主        | する      | 生菓子    |

両者の違いは以下の理由による：
- 濃茶は抹茶本来のうま味を感じるようにするために薄茶よりも抹茶の量を増やす事から、渋みを感じやすくなるので渋みを抑えた高価な茶を用いる[7]
- 薄茶は安価な抹茶の渋みを抑えるために泡立てるので、泡立ちやすいよう茶筅は80本立てではなく100本立てを用いる[7]
- 濃茶の方が湯温が低いので冷めにくいよう厚めの茶碗を用いる[7]
- 濃茶は茶事のメインなのでより格の高い茶碗を用いる[7]
- 濃茶は回しのみをするので大きめの茶碗を用いる[7]

薄茶の泡の点て方は「裏千家では、キメ細やかな泡を全体に点て」、「表千家では泡は少なく月のような情景が出るように点てる」。武者小路千家は表千家同様泡が少ない。
なお、愛知県には碾茶を細かく刻んでご飯に混ぜて食べる「碾茶飯」という郷土料理がある。

### 品質
抹茶の品質を決める要因として以下がある：
- 遮光率[30]：茶葉を被覆した際の遮光率であり、高いほど高級[30]。抹茶の発色とうまみを向上させる為。「棚がけ被覆」と「直がけ被覆」があり、遮光率はそれぞれおよそ95～98％、85%[30]。前者のほうが設置コストが高額[30]。
- 摘採方法[30]：手摘みの方が機械摘みより高級[30]。新芽のみを摘めるため[30]。両者で摘採量が100倍以上異なる[30]。
- 粉砕方法[30]：石臼による粉砕の方が粉砕機による粉砕より高級[30]。前者のほうが風味が良いが[30]、1時間に40gしか挽けない[30]。
- 摘採時期[30]：高級な方から順に1番茶、2番茶、秋番茶(秋に摘んだ番茶)[30]。

### 製法
煎茶、玉露と比較すると、抹茶の製法は以下の通りである。なお以下の表で茶農家が「荒茶の製造工程」を実施して得られるのが「荒茶」（抹茶の場合は「碾茶荒茶」という）である。これを茶問屋が購入して「仕上げ茶の製造工程」を最期まで行って得られる茶が「仕上げ茶」である。
抹茶の場合は「仕上げ茶の製造工程」のうち「切断・選別」「乾燥」まで行ったものを「碾茶」という。なお「碾」は臼を表し、「碾茶などが行われて作られた字」である。
|              | 茶農家の作業 | 茶農家の作業   | 茶農家の作業   | 茶農家の作業   | 茶農家の作業   | 茶農家の作業   | 茶農家の作業   | 茶農家の作業                 | 茶問屋の作業                 | 茶問屋の作業                 | 茶問屋の作業                 | 茶問屋の作業 |
| 茶園での工程 | 茶園での工程 | 荒茶の製造工程 | 荒茶の製造工程 | 荒茶の製造工程 | 荒茶の製造工程 | 荒茶の製造工程 | 荒茶の製造工程 | 仕上げ茶の製造工程（典型例） | 仕上げ茶の製造工程（典型例） | 仕上げ茶の製造工程（典型例） | 仕上げ茶の製造工程（典型例） |              |
| 覆下栽培     | 摘採         | 蒸し           | 冷却           | 揉み           | 乾燥           | 選別           | 煉り乾燥       | 切断・選別                   | 乾燥                         | 合組                         | 臼挽き                       |              |
| ------------ | ------------ | -------------- | -------------- | -------------- | -------------- | -------------- | -------------- | ---------------------------- | ---------------------------- | ---------------------------- | ---------------------------- | ------------ |
| 煎茶         | －           | ◯              | ◯              | ◯              | ◯              | ◯              | －             | －                           | ◯                            | ◯                            | ◯                            | －           |
| 玉露         | ◯            | ◯              | ◯              | ◯              | ◯              | ◯              | －             | －                           | ◯                            | ◯                            | ◯                            | －           |
| 抹茶         | ◯            | ◯              | ◯              | ◯              | －             | ◯              | ◯              | ◯                            | ◯                            | ◯                            | －                           | ◯            |

前述のように抹茶は摘む前の茶葉を2～3週間日光を遮ることに特徴があるが、上の表のように玉露も同じく日光で遮る。違いの一つは玉露は揉むことと、臼で挽かずに急須で飲むことである。
抹茶の各工程の詳細は下記のとおりである：
| 工程                                     | 概要 | 目的 |
| ---------------------------------------- | --- | --- |
| 覆下栽培                                 | よしず、コモ、寒冷紗などの被覆資材で 2～3 週間程度茶園を覆う。                                                                     | うま味・甘みの元であるテアニンを増やし、渋み・苦みを有するカテキン類の生産を抑制する。                                                          |
| 摘採                                     | 茶葉を摘む。 | － |
| 「蒸し」（「蒸熱」とも）                 | 品質に大きな影響を及ぼす工程で、100～105℃の蒸気を用いて10～15 秒程度行う。                                                         | 「①茶生葉に含まれる酸化酵素を失活させて加工中の変質を防ぐ」、「②青臭いにおいを取り除く」、「③加熱と蒸機の機械的な打圧により茶葉を柔らかくする」 |
| 冷却                                     | 冷却散茶機で「風力で蒸葉を吹き上げかやに送り」、「冷却しながら茶葉表面についた蒸し露を吹き飛ばし」、「折れ重なった葉を展開する」。 | 余熱で茶葉が変質するのを防ぐ |
| 乾燥                                     | 碾茶機で行われ、茶葉をベルトコンベアで乾燥室（碾茶炉という）に通す事で乾燥する。                                                   | 「茶葉は鮮やかな色調となり」「被覆茶特有のまろやかな芳香が生成する」。                                                                          |
| 選別 （「つる切り」とも）                | 木茎分離機で茎や葉脈を取り除く。                                                                                                   | － |
| 煉り乾燥（ねりかんそう、「再乾燥」とも） | 水分の多い茎や葉脈を乾燥させ、風力で分離                                                                                           | － |
| 切断・選別                               | 「夾雑物を除去」し、葉を「粉砕に適した大きさ」に切断。                                                                             | － |
| 仕上げ乾燥                               | 乾燥 | 香味発揚。 |
| 合組（ごうぐみ）                         | 様々な茶葉ブレンド | 求められる品質の商品を作る |
| 臼挽き                                   | 「標準的な回転数は 1 分あたり 55～60 回転」で茶葉を臼で挽く。「1 時間あたり約 40 g 程度の抹茶（平均粒度 5μm）が得られる」。        | － |

### 生産
2022年（令和4年）時点、茶の年間生産量自身は静岡県、鹿児島県、三重県が多いが、碾茶の年間生産量は鹿児島県（1392t）、京都府（898t）、静岡県（435t）が多い。同年の全国茶品評会出品茶審査会でも一等は京都府の生産者が独占しており、碾茶の産地賞も京都府の宇治市が受賞している。

## 類似する緑茶との違い

### 他の粉状の緑茶との違い
「粉末状の緑茶」には（本来の意味での）「抹茶」の他に「粉末茶」「粉茶」「インスタントティー」がある。これらのうち「粉末茶」は本来の抹茶ではないにもかかわらず「抹茶」として売られることも多い。これら四つの違いは以下の通りである：
|              | 抹茶                                                                                       | 粉末茶                   | 粉茶                                                     | インスタントティー                                     |
| ------------ | ------------------------------------------------------------------------------------------ | ------------------------ | -------------------------------------------------------- | ------------------------------------------------------ |
| 概要         | 摘む前の茶葉を2～3週間日光を遮ることで作った「碾茶」（てんちゃ）を臼などで粉末状にしたもの | 茶葉を丸ごと粉砕したもの | 玉露や煎茶をつくる工程で出る粉の部分だけを選別したもの。 | 茶葉から抽出した液体を濃縮・乾燥させて再固形化したもの |
| 粒子の大きさ | 5～20μm                                                                                    | 5～20μm                  | 1/40寸≒0.8mm以下                                         | （文献を発見できず）                                   |
| 飲み方       | （茶筅で）湯に混ぜて飲む                                                                   | 湯に混ぜて飲む。         | 急須や茶漉しで飲む                                       | 湯で溶かして飲む                                       |
| 生産コスト   | 高価                                                                                       | 最安価                   | 安価                                                     | 安価                                                   |

寿司屋では粉茶、回転寿司屋では粉末茶やインスタントティー、給茶機ではインスタントティーが飲まれる。

#### モガ茶・秋碾
（本来の意味での抹茶ではないにもかかわらず）「抹茶」の名称で売られている粉末茶は「碾茶の代用品である「モガ茶」や9～10月に製造される番茶からできた「秋碾」が主」である。
モガ茶とは「建設費用の高価な碾茶炉を使用しないで、煎茶の製造機械を利用して製造される碾茶様の揉みこみの少ない茶」で、「ほとんどは単価の安い露地の秋番」（「秋になって茶の新芽が出なくなった後、翌年のために木を刈り揃える際に摘んだ茶葉で作る番茶」）を用い、「煎茶製造工程から揉捻工程と精揉工程を省い」て製造されるものである。
秋碾とは「秋番を碾茶炉であぶって碾茶に製造したもの」である。
これらは「単独で、又は抹茶に混ぜて」、「加工用抹茶」「食品用抹茶」「工業用抹茶」「食品加工用碾茶」等と称して「もっぱら食品加工用原料」に出荷されるが、「商品として販売されるときに「加工用」や「食品用」の文字が取れ」、「抹茶」として売られる。

### 他の被覆茶との違い
緑茶の中には抹茶と同様、茶園を遮光資材で被覆する被覆栽培を行うものがあり、このような茶種を被覆茶という。被覆茶には抹茶の他に「玉露」と「かぶせ茶」がある。玉露は抹茶と同様丁寧に被覆するため、アミノ酸のうま味が強く、覆い香がし、鮮やかな緑だが、かぶせ茶は7日程度の被覆なので、いわば玉露と煎茶の中間である：
|          | 抹茶                     | 玉露                               | かぶせ茶         |
| -------- | ------------------------ | ---------------------------------- | ---------------- |
| 被覆期間 | 2～3 週間程度            | 20 日程度                          | 摘採前 7 日程度  |
| 遮光資材 | よしず、コモ、寒冷紗など | よしず棚などにコモ、藁、寒冷紗など | 藁や寒冷紗など   |
| 製法     | 揉まずに乾燥し、臼で挽く | 煎茶と同様                         | 煎茶と同様       |
| 飲み方   | 湯に粉を混ぜる           | 急須で飲む                         | 急須で飲む       |
| 値段     | 高価                     | 高価                               | 煎茶よりやや高い |

## 抹茶（粉末茶含む）のその他の利用法
前述のように本来は「粉末茶」であるものが「抹茶」という名称で売られており、安価であるため下記のように様々な加工食品の材料に用いられる。以下本節では、本来の抹茶、粉末茶の双方を区別せず単に「抹茶」と呼ぶ。

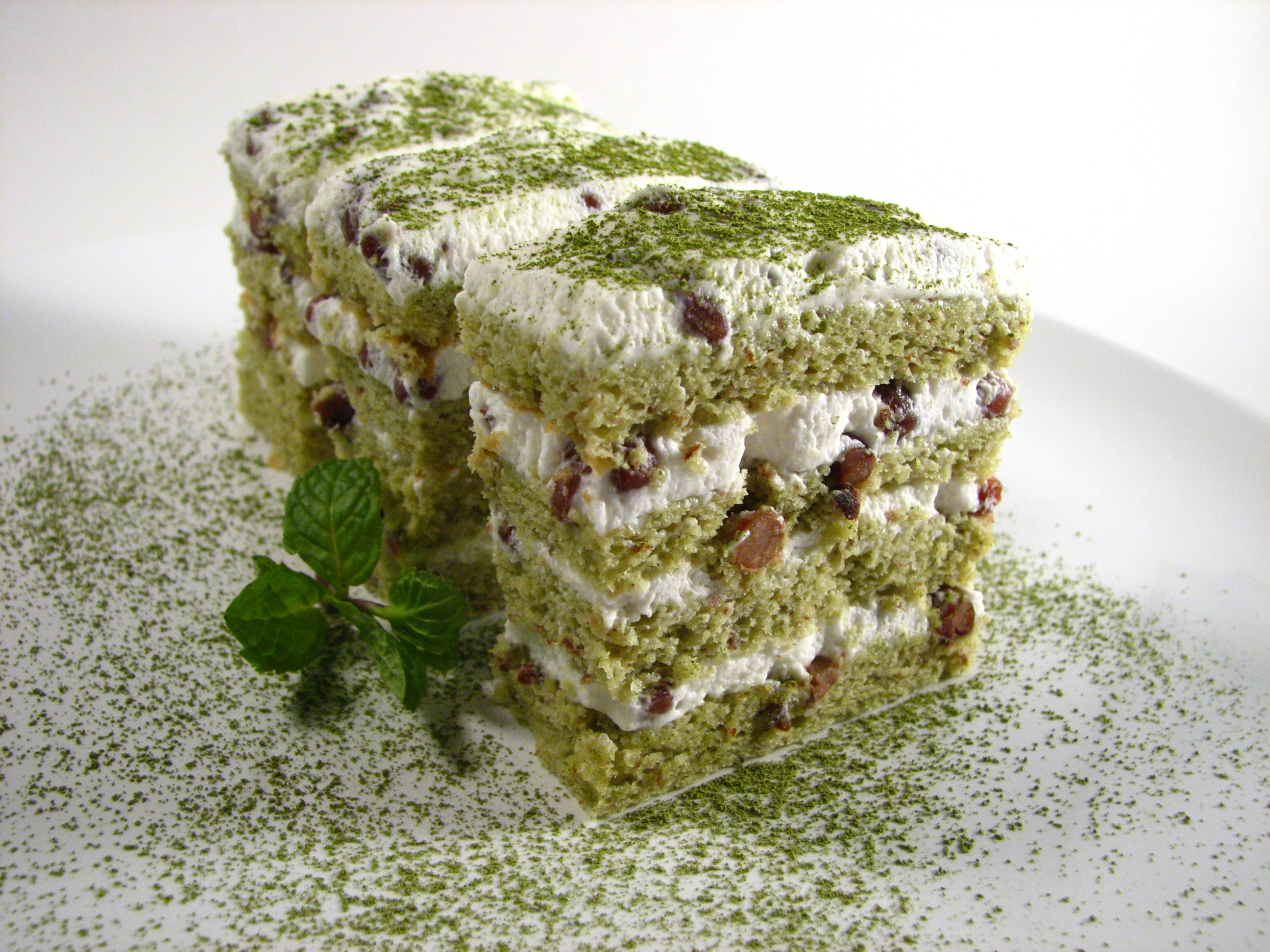
抹茶ケーキ

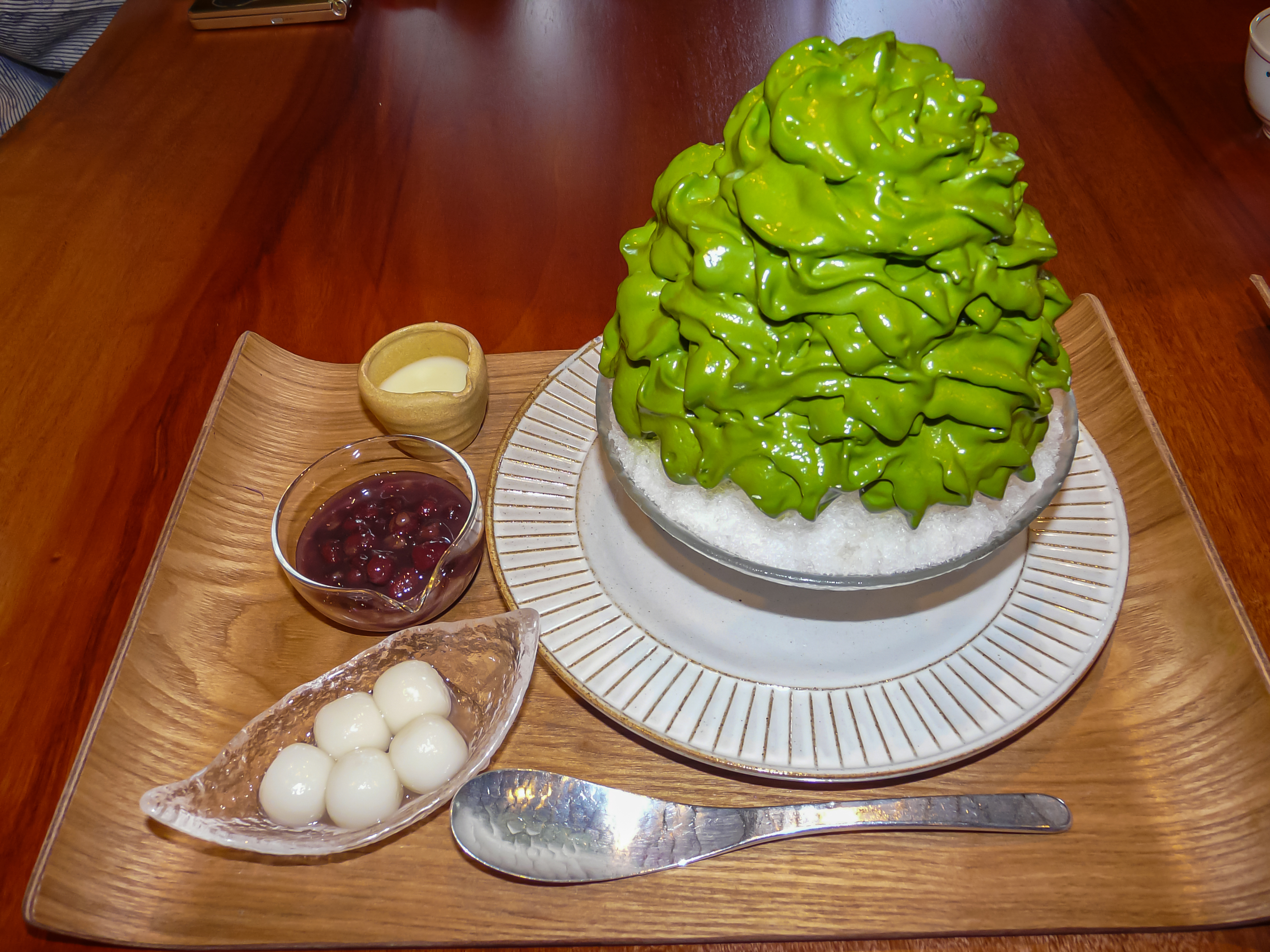
宇治抹茶エスプーマ仕立てのかき氷

- グリーンティー（うす茶糖）：抹茶とグラニュー糖から成り、湯や牛乳を入れて撹拌して飲む。玉露園が日本で1930年（昭和5年）に初めて商品化した。昭和40年代同社がお茶屋（茶葉販売店）の店頭にドリンクサーバー（ドリンクチラー）を数多く設置し、無料の試供品を提供したことから広く知られるようになり[55]、今では玉露園以外の多数のメーカーも同様の製品を販売している。
- 和菓子
  - 外郎（ういろう）、生八ツ橋、もみじ饅頭、今川焼きなど
- 冷菓、氷菓
  - 抹茶アイスクリーム、かき氷、ソフトクリームなど
- 飲料
  - 抹茶ミルク、抹茶ラテ、抹茶リキュール
- 焼き菓子
  - カステラ、菓子パン、クッキーなど
- 洋菓子
  - チョコレート、キャンデー、プリン、パフェなど
- 天ぷら：食べる際に抹茶と食塩を混ぜたもの（抹茶塩）を用いることがある。また衣に抹茶を加えた抹茶衣の天ぷらも存在する。

このほかにも、フォンデュなども含む和洋中料理やビールを含む飲料に加える食材、調味料として使う飲食店や飲食品メーカーもある。
バーテンダー後閑信吾は茶道具を使用して抹茶のカクテル「Speak Low（スピーク・ロウ）」を作り、2012年に、世界的なカクテル競技会「バカルディ レガシー カクテル コンペティション」で優勝した。Speak Lowは、抹茶を茶杓ですくい茶筅を使って茶碗の中で点てて提供される。
第二次世界大戦中にかけて抹茶の覚醒作用やビタミンCの補給が評価され、「航空元気食」「防眠菓子」として、糧秣廠（りょうまつしょう）（軍の食糧庫）に保管された。また、京都府立茶業研究所が「糖衣抹茶特殊糧食」（固形の抹茶に糖分を含む被膜を施したもの）を開発し、航空機や潜水艦に乗り込む兵士の疲労回復と眠気覚ましとして、広く使われた。

## 歴史

### 中国

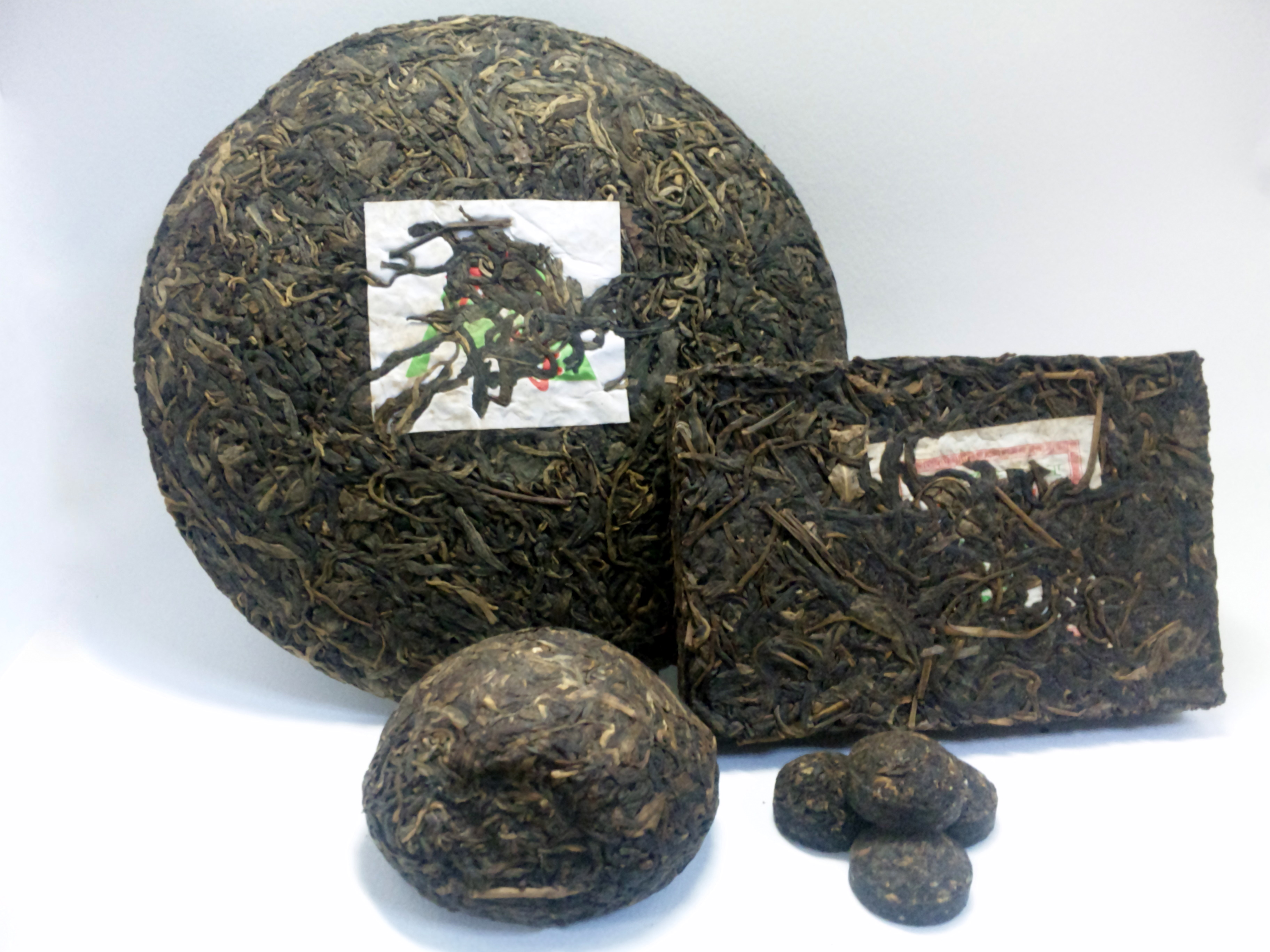
現代の団茶（プーアル茶）

中国の唐や宋の時代の茶は、茶葉を固めて塊状にした餅茶（のちの団茶）が主流であった。8世紀頃、中国の陸羽が著した『茶経』には茶の製法が詳しく記されている。それによると、茶葉を杵と臼でつき、餅状にしたあと塊に整形する（餅茶の名はこれに由来する）。飲むときは、餅茶を固形のまま火であぶり、木製の碾（てん、薬研）で挽いて粉末にし、鍑（ふ、現在の茶釜の祖先）で湯を沸かし、塩を加えて煎じた。また、茶にネギ、ショウガ、ナツメ、ミカンの皮、呉茱萸、ハッカの類を入れることもあった。この時代の茶は飲用よりも薬用が主目的であり、味も劣っていたため、塩や各種の調味料を加えて飲んでいた。
『茶経』に、茶には觕（そ＝粗）茶、散茶、末茶、餅茶の4種類があると述べられている。粗茶は茶葉を斫（き）って作ったもの、散茶は炒って作ったものであり、この2つは葉茶と解されている。
上記のうち、「末茶」を現在の抹茶のような粉末茶と解釈するべきかについては意見がわかれる。末茶の説明として、ただ「煬（あぶる）」とだけあり、焙煎のために火にかけて作られた茶であることは確かだが、形状が粉末であるかは述べられていないからである。

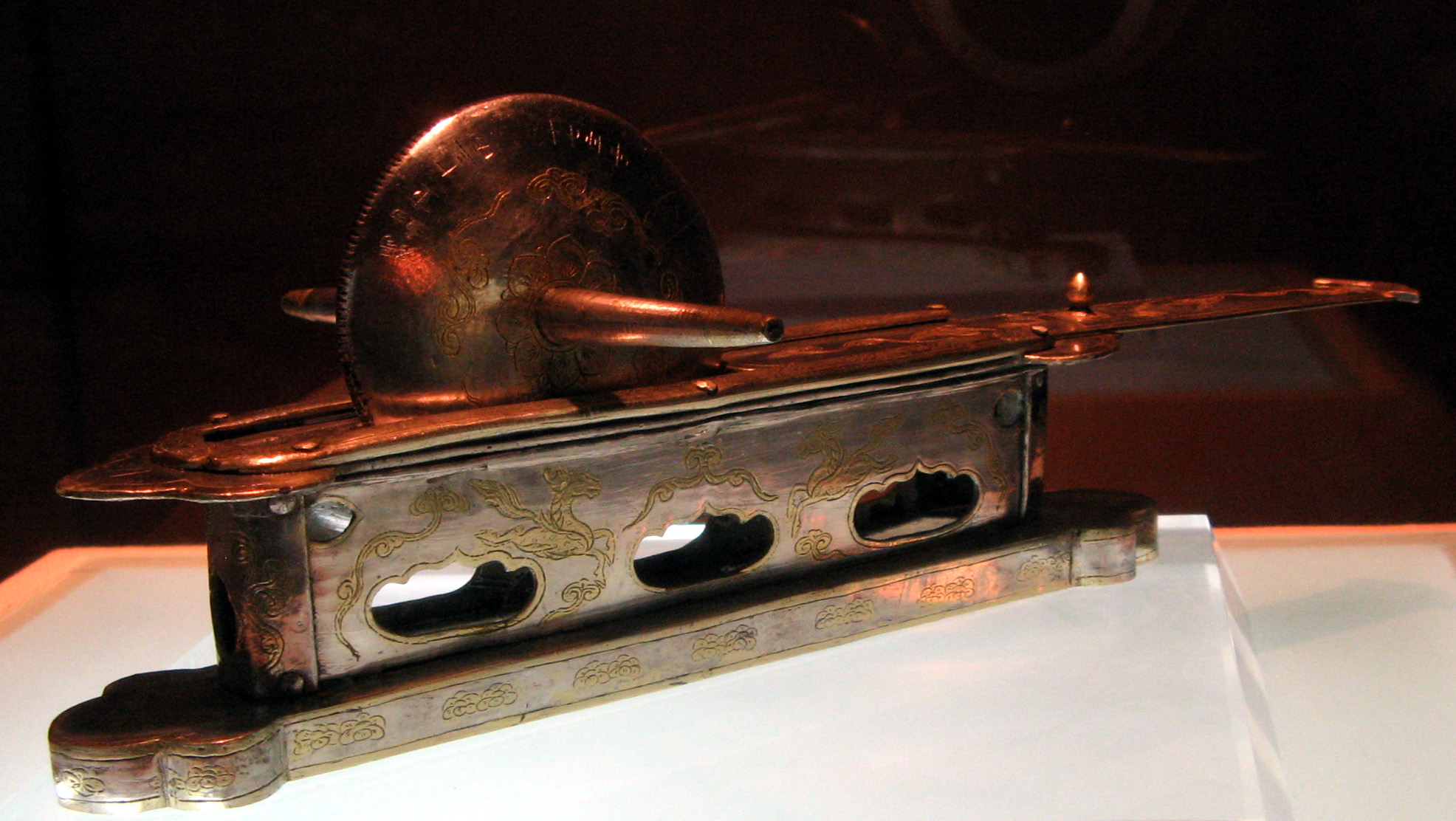
中国の茶碾（9世紀、法門寺出土品）

「抹茶」という言葉は使われていないが、茶筅で点（た）てる粉末茶は遅くとも11世紀までに中国で発生したと考えられている。文献としては宋時代の蔡襄『茶録』（1064年）や徽宗『大観茶論』（12世紀）などが有名である。これらの文献では龍鳳団茶に代表される高級な団茶を、砧椎（ちんつい、茶を砕く道具）で砕いたあと碾で粉末にし、羅（篩）にかけ、その後、盞（さん、天目茶碗）に粉末を入れて湯を注ぎ、茶筅で点てた。羅の目が細かいと茶が浮かび粗いと沈むとされている（『茶録』）。そのため、粉末の粒子は現代の抹茶より大きかったと考えられている。京都の建仁寺、鎌倉の円覚寺の四つ頭茶会はこの遺風を伝えている。
皇帝に献上される団茶は表面に光沢を出すために珍膏という油脂類香料を塗ったり、香りのきつい龍脳を入れたりして、茶本来のもつ香りが消し飛ぶほどであった。こうした加工に対して、蔡襄は批判を行っている。また、茶の色も緑や茶色ではなく、白が理想とされた。しかし、茶の粉末を点てても通常は白にはならないため、白にするために様々な加工を施さざるを得なかった。たとえば、茶の芽を芽生えたばかりの粒のうちに摘み、それを繰り返し搾り、何度も水を足して研（す）った。また茶の芽の肉の部分を取り除いて筋の部分だけを材料とする「水芽」という白茶の銘柄もあった。

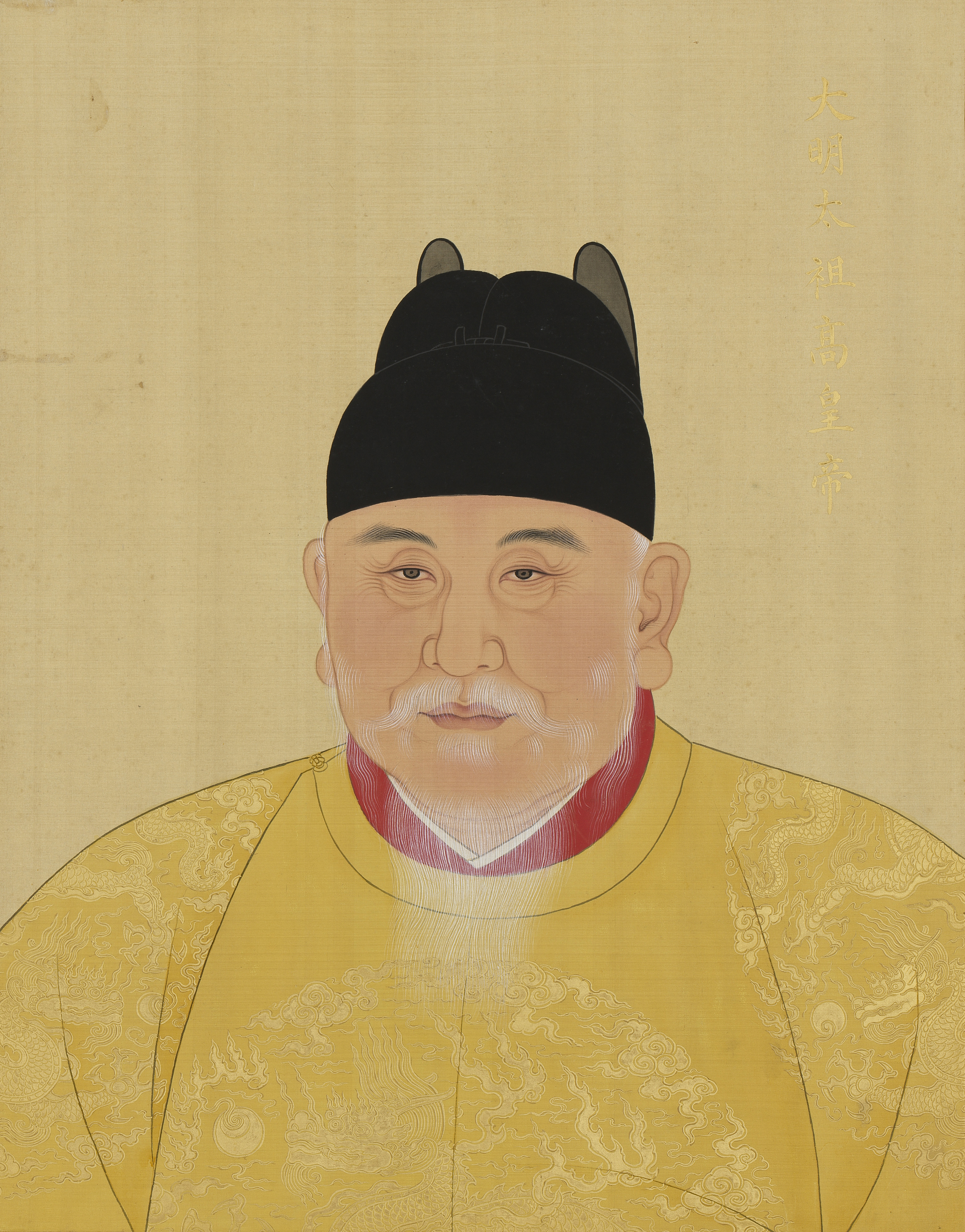
朱元璋（洪武帝）

このように宋代の団茶は複雑な製造工程のため、大変な労力と金銭がかかり、また途中の小さなミスでも失敗してしまうほどであった。当然、庶民には手の届かない高価なものとなった。また茶の味も「啜苦咽甘（啜ると苦く、飲み込むと甘い）」（『茶経』）から、無理やり「香甘重滑（香り、甘み、濃さ、滑らかさ）」（『大観茶論』）へと変え、それを理想とした。これは茶が本来もつ苦みを完全に排除しようとする試みであった。こうして団茶は宋代では高価で複雑な加工茶となったため、明代以降、急速に衰退する原因の一つになったという指摘もある。
明代に入り、初代皇帝朱元璋（洪武帝）が洪武24年（1391年）に団茶の製造禁止を発令し、これをきっかけに中国では団茶が廃れ、散茶（葉茶）をお湯に浸して抽出する泡茶法が主流となった。沈徳符の『万暦野獲編』補遺巻一、供御茶に、「国初四方の供茶、建寧、陽羨の茶品を以て上と為す。時なお宋制に仍（よ）る。進むる所の者、倶に碾（てん）してこれを揉み、大小龍団を為（つく）る。洪武二十四年九月に至り、上（しょう）、民力を重労するを以て、龍団を造るを罷（や）む。惟だ茶芽を採り以て進む」とある。
明は尚武の精神が強い重農主義的な王朝であり、洪武帝も社会の最下層から身を起こした人物であったため、贅沢な団茶を嫌ったのではないかと指摘されている。明代以降、中国では炒め散形茶（釜炒り茶）が主流となり、団茶やその粉末である末茶は廃れた。団茶は辺境の少数民族の間にのみ残ることとなった。

### 日本

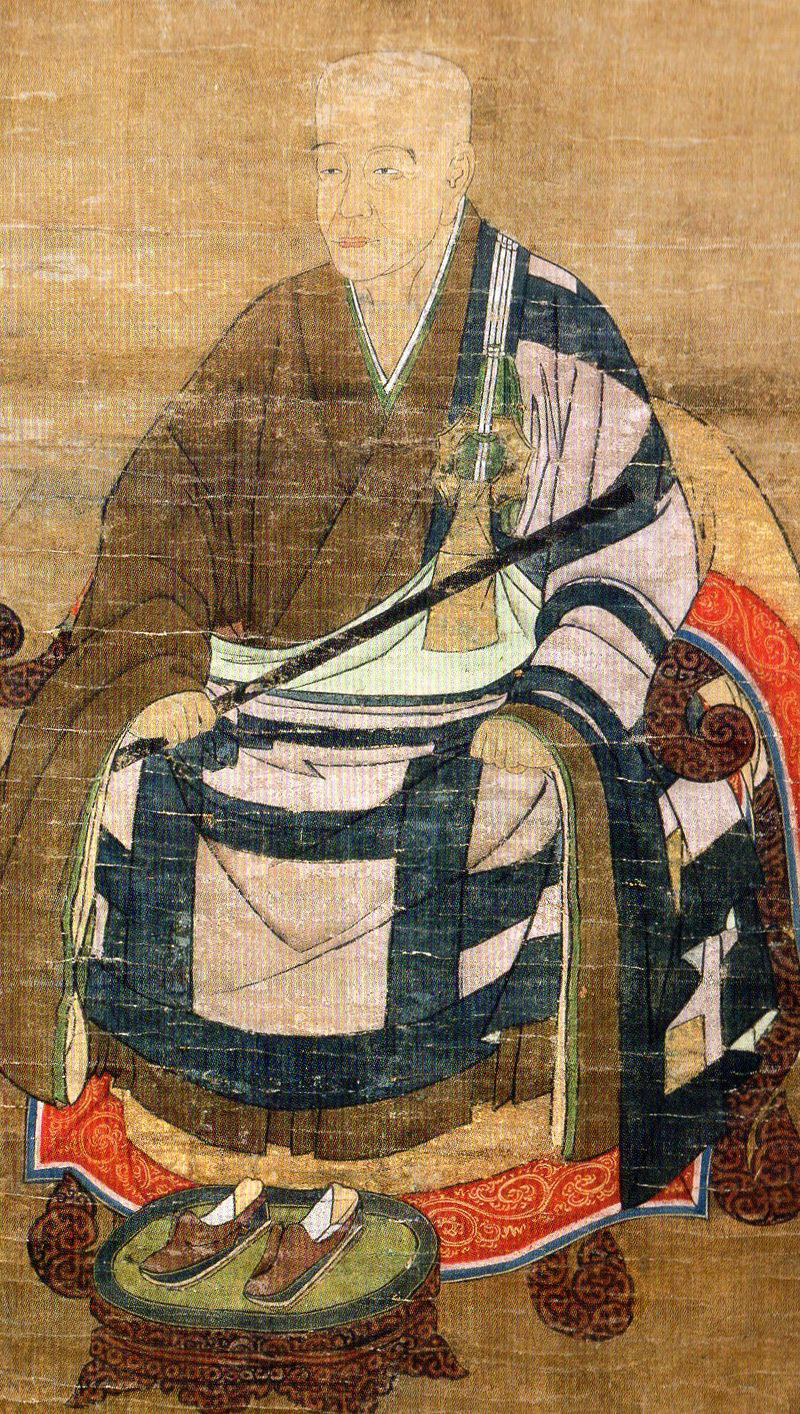
栄西

日本には平安時代初期に唐から喫茶法が伝えられた。『日本後紀』によると、弘仁6年（815年）、嵯峨天皇が近江の唐崎に行幸した折、大僧都の永忠が「手自ら煎茶し」奉献したとある。しかしこの「煎茶」は現在の煎茶ではなく、餅茶だったと考えられている。
鎌倉時代に、日本の臨済宗の開祖となる栄西が1191年、中国から帰国の折にチャノキの種子を持ち帰り、肥前国（現・佐賀県）の脊振山に植えたとされる。栄西はのちに「茶祖」と仰がれるようになった。栄西の『喫茶養生記』には茶の種類やその製法、身体を壮健にする喫茶の効用が説かれている。建保2年（1214年）には源実朝に「所誉茶徳之書」（茶徳を誉むる所の書）を献上した。
『喫茶養生記』には栄西が見聞した宋代の茶の作り方が記されている。それによると、朝に茶葉を摘み、すぐに蒸し、そしてまたすぐに焙（あぶ）る。焙る方法は焙棚（あぶりだな）に紙を敷き、紙が焦げない程度の火加減で夜通し眠らずに焙るとある。
この製法が当時日本に伝わったと考えられているが、現在の抹茶の製法と大きく異なるのは、焙る時間が長い点である。それゆえ、当時日本に伝わった茶は褐変しており、黒褐色のいわゆる団茶であり、現在の抹茶のような緑色ではなかったと考えられている。また、「茶色」という語源もここから来ていると考えられる。
『喫茶養生記』には、茶葉を粉末にしたかは明確には述べられていないが、桑の葉の服用法は茶と同様に粉末にして服用するとあるので、茶葉も粉末にして抹茶風に飲んでいたと考えられている。

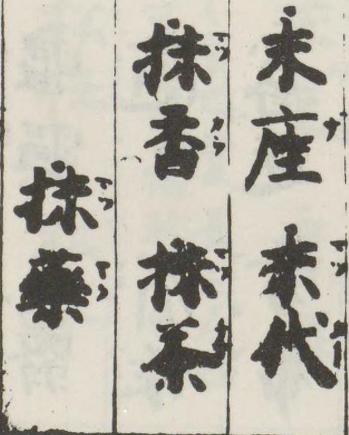
『運歩色葉集』の「抹茶」の文字

「抹茶」という語がいつから使われ始めたのか明確にはわかっていない。栄西の『喫茶養生記』にはこの語は使われていない。また同時代の中国の茶に関する書にも見出だせない。元の王禎の『農書』（1313年）に「末茶」「末子茶」という語が使われており、そこに記載されている製法は抹茶の製法と矛盾せず、これらは抹茶のことを指すとする説がある。ただし、この書の出版は栄西より約100年後であり、これらの語が日本に伝わり抹茶に転訛した具体的な記録は見つかっていない。
日本では室町時代に書かれた『君台観左右帳記』の「能阿弥本」（1476年）、「相阿弥本」（1511年）にそれぞれ「抹茶壺」（この場合は茶入）の挿絵が描かれており、15世紀後半には「抹茶」の語が使われていたことがわかる。なお、相阿弥本の最古の写本「東北大学本」（永禄2年、1559年）には抹茶壺に「スリチヤツホ」のふりがなが振られており、もとは「マッチャ」ではなく「スリチャ」と呼ばれていた可能性がある。
次に、国語辞典『運歩色葉集』（1548年）に「抹茶」の語が「マツチヤ」のふりがなとともに掲載されており、この頃には「マッチャ」の呼称が存在していたことがわかる。
栄西の弟子である明恵は、茶の種子が入った茶壺を師より譲り受け、京都栂尾に茶の種を蒔き茶園を開いた。鎌倉時代には、栂尾茶は「本茶」と呼ばれ、他の地域の茶は「非茶」と呼ばれるほどの評価を得た。また、伝説では明恵は京都宇治にも茶園を開いたという。ただし、明恵が開いたされる茶園は、厳密には萬福寺が現在ある山城国宇治郡小幡の地で、本来の宇治茶の産地は平等院付近の久世郡宇治郷で、両者は隣接しているが別々で、後者は室町幕府第三代将軍足利義満の命を受けて大内義弘が開いたともいう。

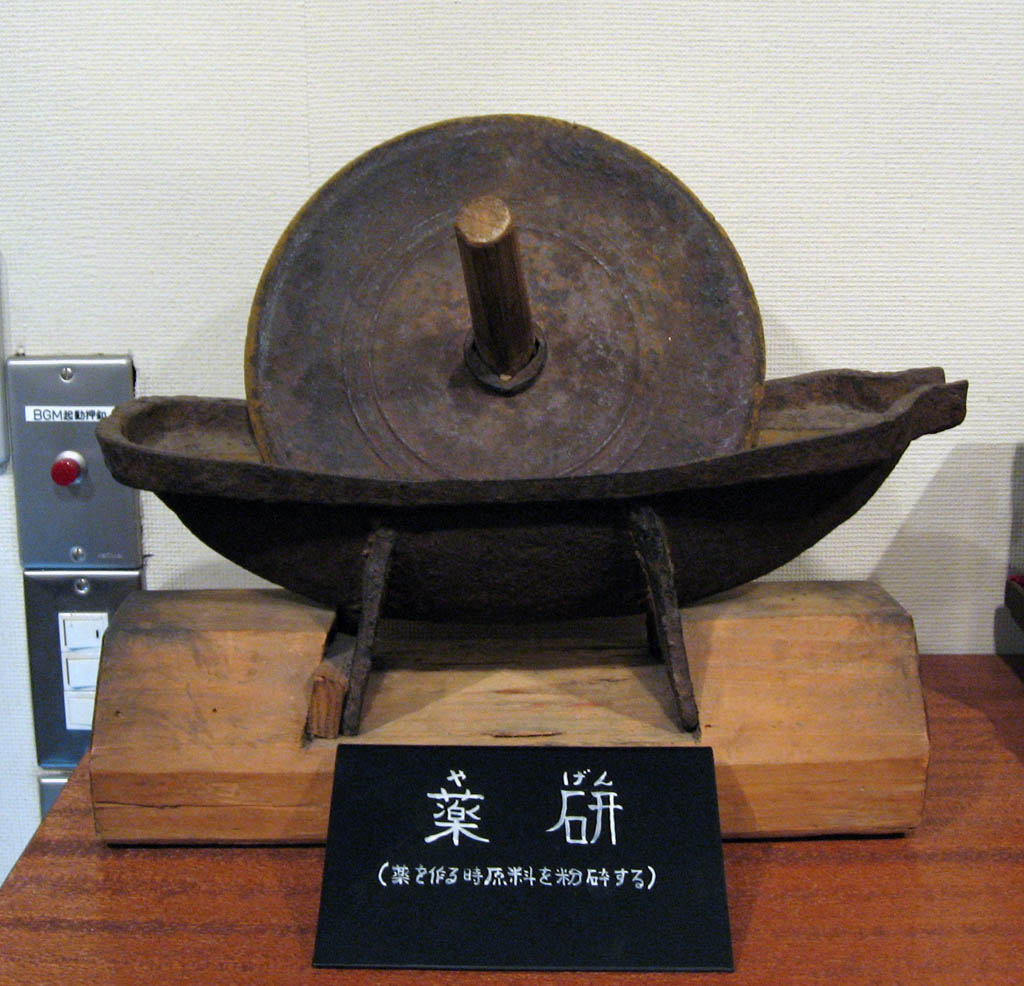
薬研

13世紀までは、碾茶を薬研（やげん）で挽いていたが、粉末の粒子は粗く、ざらざらした食感で強い苦みを感じるものだった。しかし、14世紀になると、茶葉を挽くための専用の石臼（茶臼）が登場し、それ以前より粒子の細かい抹茶が作られるようになり、滑らかな食感とまろやかなうま味が増し、品質が大きく向上した。

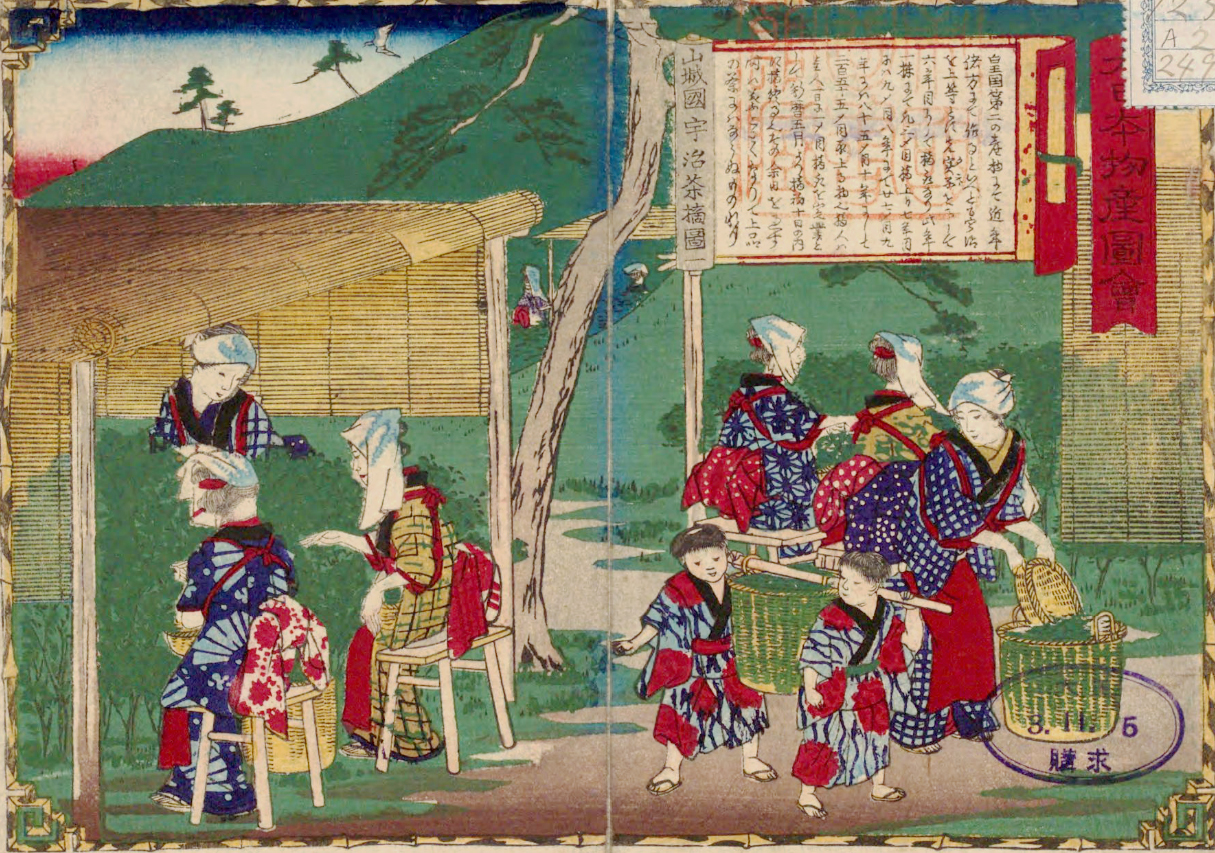
錦絵『山城国宇治茶摘図』1877年（明治10年）。覆下栽培の様子が描かれている。

チャノキを藁や葦簀（よしず）で覆って日陰で栽培する方法（覆下栽培）は、従来、16世紀後半に日本で発生したと考えられていた。例えば、1577年に来日したポルトガルの宣教師ジョアン・ロドリゲスは『日本教会史』（1604年）の中で覆下栽培について記している。しかし、近年の宇治茶園の土壌分析から、覆下栽培は遅くとも15世紀前半には始まっていたことが明らかとなっている。
日光を遮ることで茶葉の光合成が抑制され、うま味成分のテアニンが苦味や渋味の元となるタンニン類へ変化するのを抑制し、結果としてうま味を多く含んだ茶葉へと成長する。また、覆下栽培によって、茶葉のクロロフィル（葉緑素）が増加し、鮮やかな緑色になることが明らかとなっている 。
室町時代以降、茶を製造販売する業者を「茶師」と呼ぶようになった。江戸時代になると、茶師は、特に江戸幕府によってその身分を保証された、選ばれた宇治の「御用茶師」を指すようになる。宇治茶師には、御物茶師、御袋茶師、御通茶師の三階級があった。
宇治茶師は苗字帯刀を許され、もっぱら将軍、朝廷、各地の大名とだけ茶（碾茶）の取引をし、一般の人々に売る「町売り」はしなかった。また、覆下栽培は宇治茶師にのみ許され、高級な抹茶や玉露の生産は宇治茶師が独占した。
最古の抹茶の銘柄としては「祖母昔（ばばむかし）」が知られている。祖母とは六角義賢の娘で上林久重に嫁いだ妙秀尼（慶長3（1598）年没）のことで、徳川家康から「ばば」と呼ばれていた。『台徳院殿御実紀』（徳川秀忠の記録）によると、妙秀尼は茶の製法にすぐれ、家康は妙秀尼の茶をよく好んで飲んでいたという。そして「今、祖母昔と名づける茶は、この老母の遺法によるものである」とある。また、肥前国松浦郡平戸藩藩主松浦清の『甲子夜話』には、家康（神君）が「ばば昔」と名付けたとあり、妙秀尼に若林という茶園を与え、ゆえに祖母昔は若林昔とも称すとある。久重、妙秀尼の長男久茂、四男政重はともに家康に仕え、政重は伏見城の戦いで討ち死にしている。上林一族はその後、宇治茶師の筆頭として江戸幕府に重用された。「祖母昔」の銘は、宇治茶師でも上林家以外は使えなかったとされる。祖母昔の銘茶はいまでも続いている。
「祖母昔」以外の銘茶としては、やはり将軍家への献上茶であった「初昔（はつむかし）」「後昔（あとむかし）」や、「鷹の爪」「白」も著名であった。当時の抹茶は茶葉のままの碾茶を茶壺に入れて出荷し、飲むときに茶臼で挽いて粉末にした。宇治から将軍へ献上するために江戸へ茶壺を運搬する行事は「御茶壺道中」と呼ばれ、茶壺を運ぶ行列が通る際には諸大名も道を開けなければならなかった。
明治時代になると、それまで覆下栽培のもとで碾茶の生産を独占していた宇治の茶業者はその特権的地位を失った。また将軍家や諸大名といった取引先も失った。一方、覆下栽培は宇治以外でも可能となった。
大正時代になると、碾茶乾燥機が発明され、製茶の機械化が進められた。
日本茶は幕末のパリ万国博覧会 (1867年)以降、欧米での万博に出品されるようになった。アメリカ合衆国で1926年に開かれたフィラデルフィア万国博覧会では、抹茶を溶かしたサイダーにレモンを浮かべた「Tea punchi」（茶ポンス）が日本茶喫茶室で提供された。
現在、日本における碾茶の生産量は、一位が鹿児島県、ニ位が京都県、三位が静岡県となっている。近年は、愛知県西尾市の業者が中国で技術指導する等して栽培技術が流出し 、中国でも碾茶の栽培が進んでおり、生産量で日本を凌駕するまでに至っている。
2020年代半ばより、欧米を中心に抹茶ブームが起こり、このような国への輸出が増えたほか、本格的な抹茶を目当てに来日する観光客も現れるようになった一方、商品供給といった課題も浮き彫りとなった。